# Баана (царь Сидона)
Баана (финик. Ba‘ana) — царь Сидона (около 404—401 до н. э.).

## Биография
Баана известен из финикийской надписи, найденной в Бустан эш-Шейхе, и нескольких монет. Согласно этим источникам, он был сыном царя Абдемона, после смерти отца унаследовавшим власть над Сидоном. Его правление датируют концом V века до н. э. Оно не было продолжительным: в качестве возможных дат правления называют приблизительно 404—401 годы до н. э. Имя Бааны — сокращённый вариант финикийского имени Баалнатан. Этому сидонскому царю приписывают саркофаг, хранящийся в Археологическом музее в Стамбуле. Сохранились монеты, отчеканенные в правление Бааны, и содержащие его монограмму. Преемником Бааны на сидонском престоле был его сын Баалшалим II.